# Dunlop Tyres
Dunlop Tyres — найстаріший у світі бренд автошин, заснований у 1889 році та названий на честь винахідника пневматичної шини Джона Бойда Данлопа. Бренд належить компанії Goodyear Tire and Rubber Company і представлений на ринках Європи, Північної Америки та Австралії. На інших ринках під маркою Dunlop випускаються покришки інших виробників, наприклад у Індії це Ruia Group, в Азії — Sumitomo Rubber Industries.

## Історія

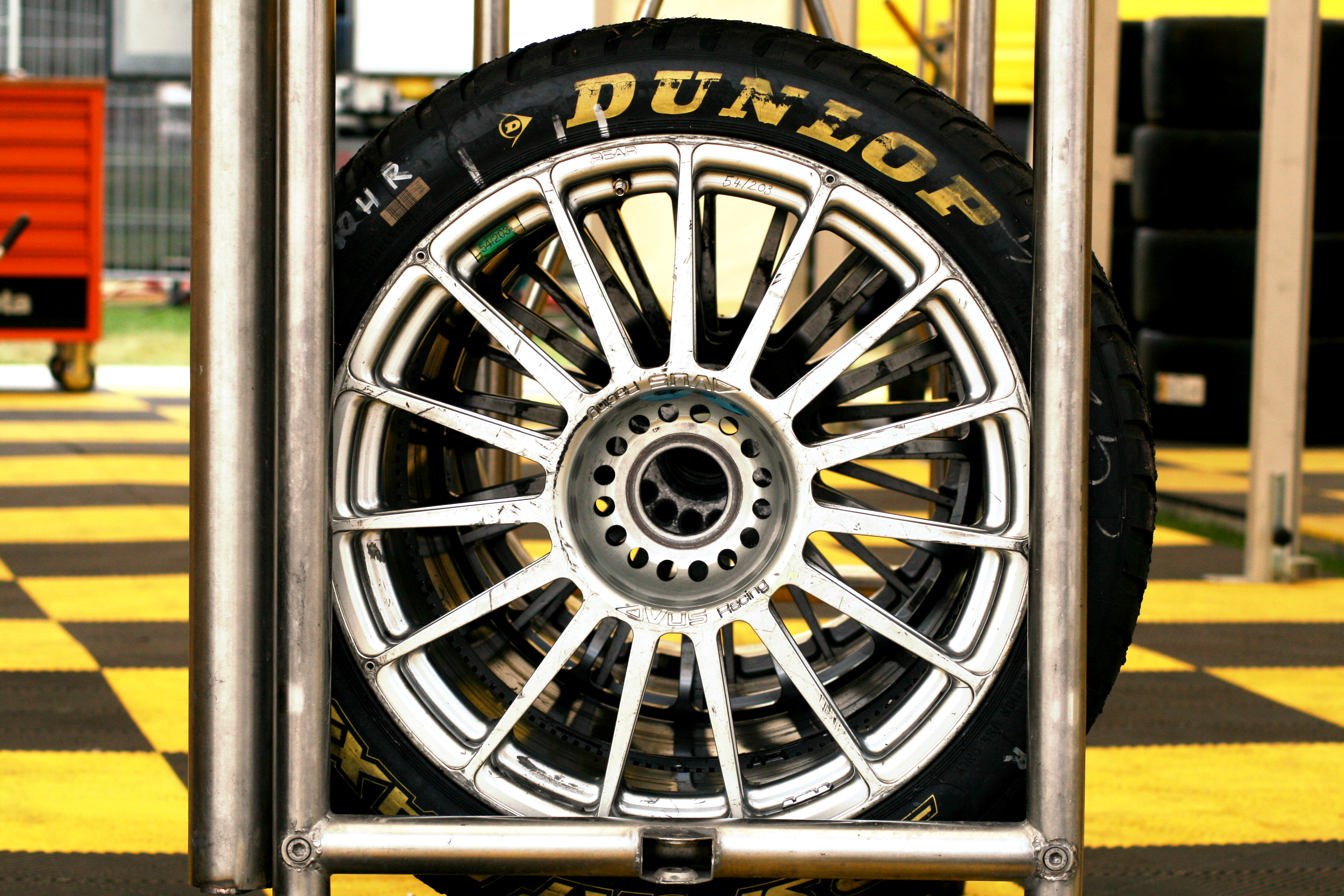
Шина Dunlop

- Компанія була заснована в 1889 році в Дубліні під назвою «Dunlop Pneumatic Tyre Co. Ltd».
- Спочатку виробництво шин виконувалось сторонніми компаніями, а з 1902 року з'явився власний завод з виробництва шин Dunlop Rubber Co. Ltd (Бірмінгем).
- З 1950 по 1977 року компанія була офіційним постачальником шин для Формули-1.
- У 1985 Dunlop Tyres була придбана компанією BTR plc.
- У 1999 Sumitomo та Goodyear заснували підприємство, у якому компанія Sumitomo продовжила виробництво шин під торговою маркою Dunlop в Японії, а Goodyear Tire and Rubber Company купила 75% європейського та північноамериканського бізнесу з виробництва шин.

## Участь у спорті
Dunlop бере активну участь у просуванні бренду через підтримку різноманітних спортивних змагань. Зокрема, Dunlop Tyres є офіційним і єдиним постачальником шин для чемпіонату світу з шосейно-кільцевих мотоперегонів серії MotoGP у класах Moto2 та Moto3.

## Технологія
Dunlop застосовує багато запатентованих технологій для забезпечення певних характерних особливостей шин, що виготовляє компанія. Шини, створені для різних типів дорожнього покриття та різних погодних умов, будуються на основі певних технологій.
Крім шин для спортивних авто та перегонів, компанія активно і з успіхом просуває свою продукцію в ніші легкових автомобілів, зокрма в Україні.
- Noise Shield. Технологія мінімізації шуму. Ця технологія зменшує рівень шуму шин до 50%. Технологія передбачає встановлення поліетиленового пінополіуретану всередині шини, щоб зменшити шум. Таким чином, шини видають менше шуму, не втрачаючи продуктивності.
- Multi Blade System. Шини, що оснащені цією системою, розроблені для безпечного та зручного пересування взимку. Структура таких зимових шин має кілька типів лопатей, кожен з яких підходить для конкретних умов дорожнього покриття взимку.
- Specific Bead Seat System. Ця технологія розроблена для максимально точного керування автомобілем. Такі шини мають зміцнену бокову стінку, що посилює зв'язок між шиною та ободом для більш точного кермування, підвищеної стабільності та максимального контролю.
- RunOnFlat. Dunlop розробив цю технологію, щоб надати можливість проїхати певну відстань (до 50 миль[7]), навіть якщо шина має прокол. Ці шини, однак, дозволяється використовувати тільки на транспортних засобах, призначених для шин такого типу, та обладнаних системами контролю тиску (TPMS).

## Цікаві факти
- Dunlop Tyres як єдиний постачальник шин для чемпіонату світу Moto2 та Moto3 виготовляє для цього протягом сезону приблизно 30 тис. покришок (по 15 тисяч на кожен клас). Згідно з правилами, на одного гонщика на один етап надається 17 покришок: 8 передніх та 9 задніх. Всього на одне Гран-Прі постачається 2 тис. шин[8].